# Manon Lescaut (film, 1940)
Pour les articles homonymes, voir Manon Lescaut (homonymie).
Pour plus de détails, voir Fiche technique et Distribution.
Manon Lescaut est un film italien réalisé par Carmine Gallone, sorti en 1940.

## Synopsis
Après s'être échapper avec le jeune noble Des Grieux, Manon devient au fil du temps une courtisane de grande renommée mais se retrouve contrainte à l’exil en Amérique.

## Fiche technique
- Titre : Manon Lescaut
- Réalisation : Carmine Gallone
- Scénario : Guido Cantini d'après Manon Lescaut d'Antoine François Prévost
- Photographie : Anchise Brizzi
- Montage : Oswald Hafenrichter
- Pays d'origine : Royaume d'Italie
- Format : Noir et blanc - 1,37:1 - Mono
- Genre : drame
- Date de sortie : 1940

## Distribution
- Alida Valli : Manon Lescaut
- Vittorio De Sica : Renato Des Grieux
- Lamberto Picasso : Il visconte Des Grieux
- Giulio Donadio : le marquis De Brienne
- Dino Di Luca : le sergent Lescaut
- Jole Voleri : Musette
- Lilia Dale : Denise
- Andrea Checchi : Marius
- Guglielmo Barnabò : le gouverneur de New Orleans
- Carlo Bressan : Edmond
- Aroldo Tieri : le secrétaire de De Brienne
- Lola Braccini : La directrice
- Pina Gallini
- Diana Karenne
- Michele Riccardini
- Amina Pirani Maggi